# Keleti kis geze
A keleti kis geze (Iduna rama) a madarak osztályának verébalakúak (Passeriformes) rendjébe és a nádiposzátafélék (Acrocephalidae) családjába tartozó faj. Korábban a Hippolais nembe sorolták.

## Előfordulása
Afganisztán, Kína, India, Irán, Kazahsztán, Kuvait, Kirgizisztán, Omán, Pakisztán, Szaúd-Arábia, Srí Lanka, Tádzsikisztán, Türkmenisztán, az Egyesült Arab Emírségek és Üzbegisztán területén honos. Elterjedésének északnyugati részén költ, délkeletin telel. Kóborlása során eljut az Egyesült Királyság területére is.

## Megjelenése
11-13 centiméter hosszú. Tollazata halvány barna, hasa, torka és farok szélei fehéresek.

## Életmódja
Mint a legtöbb poszáta ő is rovarokkal, pókokkal táplálkozik.

## Szaporodása
Áprilistól júliusig költ. Fészekalja 3–4 tojásból áll, melyet bokorra, vagy magas növényzetbe épít.